# Dème de Míkra
Le dème de Míkra, en grec moderne : Δήμος Μίκρας / Dímos Míkras, est un ancien dème du district régional de Thessalonique, en Macédoine-Centrale, Grèce. Depuis 2010, il est fusionné au sein du dème de Thérmi.
Selon le recensement de 2011, la population du dème s'élève à 18 145 habitants.